# Bugunja
Bugunja - Бугунжа (rus) és un possiólok del krai de Krasnodar, a Rússia. Es troba a la vora del riu Bugunj, afluent del Khodz, a 38 km al sud-est de Mostovskoi i a 170 km al sud-est de Krasnodar, la capital.
Pertany al municipi de Bàgovskaia.